# Evening in Byzantium
Evening in Byzantium (bra: Noite em Bizâncio) é um romance e telefilme da década de 1970. O autor do romance, publicado em 1973, é Irwin Shaw, e o diretor do filme é Jerry London(1978).